# ماهیچه زیردنده‌ای
ماهیچه زیردنده‌ای (انگلیسی: Subcostalis muscle) شامل دسته‌های ماهیچه‌ای و نیام‌ماهیچه‌ای (aponeurotic) هستند که معمولاً تنها در بخش پایینی سینه حضور بیشتری دارند.